# Starcza (gromada)
Starcza – dawna gromada, czyli najmniejsza jednostka podziału terytorialnego Polskiej Rzeczypospolitej Ludowej w latach 1954–1972.
Gromady, z gromadzkimi radami narodowymi (GRN) jako organami władzy najniższego stopnia na wsi, funkcjonowały od reformy reorganizującej administrację wiejską przeprowadzonej jesienią 1954 do momentu ich zniesienia z dniem 1 stycznia 1973, tym samym wypierając organizację gminną w latach 1954–1972.
Gromadę Starcza z siedzibą GRN w Starczy utworzono – jako jedną z 8759 gromad na obszarze Polski – w powiecie częstochowskim w woj. stalinogrodzkim, na mocy uchwały nr 17/54 WRN w Stalinogrodzie z dnia 5 października 1954. W skład jednostki weszły obszary dotychczasowych gromad Klepaczka, Łysiec, Starcza i Własna ze zniesionej gminy Hutki w powiecie częstochowskim oraz obszary dotychczasowych gromad Rudnik Mały i Rudnik Wielki ze zniesionej gminy Rudnik Wielki w powiecie zawierciańskim w tymże województwie, a także oddziały leśne nr nr 1–17, 20–34, 44–59 i 69–76 z Nadleśnictwa Rzeniszów. Dla gromady ustalono 23 członków gromadzkiej rady narodowej.
20 grudnia 1956 województwo stalinogrodzkie przemianowano (z powrotem) na katowickie.
Gromada przetrwała do końca 1972 roku, czyli do kolejnej reformy gminnej, po czym Starcza na okres 19 lat utraciła funkcje administracyjne. Odzyskała je dopiero 1 stycznia 1992, kiedy to w województwie częstochowskim utworzono gminę Starcza.